# Дзикоку-тэн
Дзикоку-тэн (яп. 持国天, санскр. धृतराष्ट्र, Дхритараштра, синх. දෘතරාෂ්ට, кит. трад. 持國天王, упр.  持国天王, пиньинь Chíguó Tiānwáng, вьет. 持國天王 Trì Quốc Thiên Vương) — персонаж буддийской мифологии, один из четырех небесных царей, богов-хранителей. Он является частью пантеона эзотерического буддизма.
Его имя означает «Тот, кто поддерживает государство» или «Страж земли», и он является богом-хранителем востока.